# La segona nit de noces
La segona nit de noces (títol original: La seconda notte di nozze) és una pel·lícula italiana dirigida per Pupi Avati, estrenada l'any 2005. Ha estat doblada al català.

## Argument
Primers anys de la Segona Guerra Mundial. Liliana queda vídua l'endemà del seu casament i en dificultats financeres i és obligada abandonar Bolonya amb el seu fill Nino, un lladre que no ha vacil·lat a explotar la seva mare, robant un cotxe, amb tot l'equipatge a una família que l'havia contractat com a conductor. Escriu al seu cunyat Giordano per demanar-li ajuda: Giordano li respon confessant l'amor per a ella que es remunta a la seva adolescència, abans del casament amb el seu germà. Nino convenç la seva mare, primer reticent, d'anar a la Pulla on es troba l'oncle que té algunes possessions i que és hospitalitzat a l'asil.
Després de diverses peripècies, Liliana accepta de casar-se amb el seu cunyat Giordano a condició que el casament sigui « consumat » només després d'un encàrrec que serà especificat només durant la nit de les segones noces.

## Repartiment
- Antonio Albanese: Giordano Ricci
- Neri Marcorè: Nino Ricci
- Katia Ricciarelli: Lilliana Vespero
- Angela Luce: Suntina Ricci
- Manuela Morabito: Estrelita
- Marisa Merlini: Eugenia Ricci
- Robert Madison: Enzo Fiermonte
- Valeria De Obici: la mare de Clara